# Digitální poezie
Digitální poezie je forma elektronické literatury, která zahrnuje širokou škálu přístupů k poezii. Klíčové je využití počítačů. Digitální poezie může být dostupná ve formě CD-ROM, DVD, v uměleckých galeriích a v některých případech lze digitální poezii nalézt také ve formě videa nebo filmu, digitálních hologramů, na World Wide Webu či internetu, a také jako mobilní aplikace.
Podle Sauma-Pascuala (2019) je digitální poezie uměleckým dědictvím avantgardních hnutí druhé poloviny 20. století, zahrnující lettrismus, konkrétní poezii a konceptuální poezii.
Značná část současných publikací digitální poezie je dostupná pouze online nebo v kombinaci online a offline prvků. Mezi druhy digitální poezie patří hypertextová poezie, kinetická poezie, počítačem generovaná animace, digitální vizuální poezie, interaktivní poezie, kódová poezie, experimentální videopoezie a poezie, které využívají programovací schopnosti počítačů k vytvoření interaktivních děl, nebo používají generativní či kombinatorní přístup k vytvoření textu (nebo jednu z jeho fází), případně zahrnují zvukovou poezii nebo využívají platformy jako listservy, blogy a další formy síťové komunikace k vytvoření komunit kolaborativního psaní a publikací.
Digitální platformy umožňují tvořit umění spojováním různých mediálních forem jako jsou texty, obrazy, zvuky a interaktivita vytvořená prostřednictvím programování. Současná poezie proto tyto možnosti využívá k tvorbě děl, která spojují umění a zmíněná média. Někdy není jasné, zda je dané dílo výsledkem vizuálního hudebního umění nebo programování, avšak v poetických dílech očekáváme především práci s jazykem.

## Historie
Mezi rané digitální básně patří generátor milostných dopisů Christophera Stracheyho (1952). Texty byly nepřímo vytvořené německým matematikem Theem Lutzem v roce 1959. Texty totiž vytvořil počítač Z22 Konrada Zuseho. Dílo „Tape Mark I“ od Nanniho Balestriniho v italštině, publikované v roce 1961, také řadíme mezi raná díla digitální poezie. Dalším raným počinem jsou permutační básně v angličtině od Briona Gysina, vytvořené kolem roku 1959 ve spolupráci s Ianem Somervillem. Tyto a další rané digitální básně jsou více rozebrány v knize „Prehistoric Digital Poetry“ od C. T. Funkhousera.

## Hypertext
Hypertextová poezie označuje taková kreativní díla, která jsou propojena digitálními nástroji.Tato forma digitální poezie se zaměřuje na vizuální umění, které je propojeno napříč různými médii. Jinými slovy, hypertextová poezie je druh digitální poezie, která spojuje čtenáře s různými místy v textu nebo s různými texty na internetu. Obecně řečeno, hypertextová poezie kombinuje prvky kultury a intertextuality, aby spojila poezii s různými digitálními médii, jako jsou obrázky, videa, texty a písně. Hypertext obvykle patří do dvou kategorií: explorativní a konstruktivní. Explorativní hypertextová poezie umožňuje uživatelům pohybovat se textem podle zájmu, zapojení a reflexe. To znamená, že čtenáři mohou prozkoumávat báseň a kreativně přemýšlet o básni, která je digitalizována na počítači. Konstruktivní hypertextová poezie se vydává jiným směrem. Tato poezie je postupně vytvářena publikem, které v průběhu času přispívá k vytvoření konečné verze básní. Kromě toho si mohou uživatelé prohlížet i předchozí verze textu. V podstatě je konstruktivní hypertextová poezie zaměřena na to, jak se počítačový software a stroje mohou vmísit do tvorby poezie. Uživatelé mohou vidět, jak se mísí autorova idea, proces psaní a další kulturní vlivy.
Vznik hypertextové poezie lze datovat do poloviny 80. let 20. století. Ted Nelson je často považován za autora tohoto termínu, který poprvé zazněl v 60. letech. Ted Nelson tento termín použil veden představou, že tištěný text bude brzy zastaralý a literatura se přesune do digitální sféry. Někteří lidé se neshodují na přesném termínu vzniku tohoto pojmu. Pojem „hypertext“ má své kořeny už v 18. století. Také lze předpokládat, že pojem "memex" od Vannevara Bushe z roku 1945 se také vztahoval k hypertextu. I když existuje řada faktorů, které způsobily, že hypertext je dnes tak známý, jeho popularizace je především spojena se dvěma událostmi. Jednou z těchto událostí byl vynález a silná propagace „Hypercardu“ od Apple v roce 1987. To učinilo hypertext známým pro tisíce lidí, jenž mohli tento koncept poznat a pochopit. Kromě toho se roku 1987 uskutečnila velká celostátní konference o hypertextu, které se zúčastnili členové různých oborů a studií.

## Interaktivita
Interaktivní poezie je forma digitální poezie, ke které čtenář může nebo nemusí přispět obsahem, formou nebo provedením díla, a tím ovlivnit význam a zážitek z básně. Interakce umožňuje čtenáři podílet se na díle a ovlivňovat ho společně s jeho čtenářským zážitkem.
Interaktivní poezie je omezena digitálním médiem, protože nemůže plnit stejnou funkci v jiných médiích, jako je tisk, což omezuje dostupnost. Interaktivní poezie může také poskytnout odlišný zážitek při každém dalším čtení nebo od čtenáře k čtenáři, takže analýza tohoto typu poezie může být náročná, jelikož zážitek z ní není statický. Příkladem divácké participativní poezie je haikU od Nanette Wylde. Elitní učenec Scott Rettberg o tomto projektu píše: „Nanette Wylde's haikU (2001) je projekt založený na principech uživatelské participace a na využití funkce náhodného výběru k vytvoření haiku, které překvapují ve smyslu vytváření nezamýšlených juxtapozic – žádný z autorů neurčil, které verše se objeví společně. Rozhraní pro čtení je jednoduchá webová stránka. Pokaždé, když čtenář obnoví stránku se vytvoří se nové haiku. Při sdílení „Psaní haiku“ mohou jednotlivci odeslat své vlastní haiku ve třech řádcích, z nichž každý má své vlastní tlačítko pro odeslání řádku do přihrádek prvního, prostředního a posledního řádku. Básně doručené při každém opětovném načtení webu nejsou jednotlivá haiku, jak je odeslali čtenáři, ale přeskládání těchto prvních, prostředních a posledních řádků haiku, které byly variabilně znovu dány dohromady. Když stránku načtete asi dvacetkrát, je pozoruhodné, kolik básní se čte, jako by je individuálně zamýšlela lidská inteligence. Většina haiku, možná až 80 %, je jako poezie docela dobře srozumitelná."

## Digitální poezie v českém prostředí
Náznaky digitální poezie se poprvé objevily v roce 1997 na webu magaZlín, kam byly přidávány tradiční lineární básně se skromnou animací. Na web přispěl například Jiří Dynka se svou básní Wrong.Po nástupu nového milénia zájem o digitální literaturu opadal, ale přeci jen z této doby vznikl například cyklus videí ABS od Jiřího Černického.
Dále se vyvíjely například SMS poezie (Tradicionál od Miloše Vopěnky, nebo Verše v roce od Tomáše Kafky) či e-mailová literatura (Druhá verze pravdy od Karla Škrabala), ale ani jeden z podžánrů nepřilákal větší pozornost. Novější díla, která jsou součástí digitální poezie, vznikají inspirovány konceptuální literaturou. Jedná se například o básnickou sbírku Ondřeje Buddeuse 55 007 znaků včetně mezer nebo 3,14čo! Diskuzní básně od spoluautorů Petra Štenga, Michala Šandy a Jakuba Šofara.